# Gerbillurus tytonis
Gerbillurus tytonis är en däggdjursart som först beskrevs av Bauer och Niethammer 1960.  Gerbillurus tytonis ingår i släktet Gerbillurus och familjen råttdjur. IUCN kategoriserar arten globalt som livskraftig. Inga underarter finns listade i Catalogue of Life.
Arten förekommer i västra Namibia i en bredare region vid havet. Den lever där i öknar och halvöknar med sanddyner och lite växtlighet.
Denna gnagare blir med svans 20,5 till 24,0 cm lång, svanslängden är 11,3 till 14,1 cm och vikten är ungefär 24 g. Djuret har 2,8 till 3,6 cm långa bakfötter och 1,2 till 1,4 cm stora öron. Hos arten förekommer en tydlig gräns mellan ovansidans rödbruna päls och undersidans vita päls. Dessutom finns vita fläckar kring ögonen och öronen. Svansen har samma uppdelning som kroppen i en mörk ovansida och en vit undersida. Vid svansens spets har håren en grå skugga. Kännetecknande är de långa tårna vid bakfötterna som är utrustade med styva hår. Gerbillurus tytonis har rännor i de övre framtänderna.
Exemplar som hölls i fångenskap i samma bur var utanför parningstiden aggressiva mot varandra. Kommunikationen sker med olika läten och genom att trumma med foten på marken. Fortplantningen sker främst under sommaren (december till maj på södra jordklotet) och aldrig på vintern. Honor föder 2 till 6 ungar per kull som är nakna och hjälplösa vid födelsen. De får sina första hår efter 10 till 13 dagar och de öppnar ögonen efter 22 till 24 dagar. Gerbillurus tytonis jagas främst av fläckuv och schabrakschakal.